# Сімомура Юкіо
Юкіо Сімомура (яп. 下村 幸男, нар. 25 січня 1932, Хіросіма) — японський футболіст, що грав на позиції воротаря. По завершенні ігрової кар'єри — футбольний тренер.
Виступав за «Тойо Когьо» та національну збірну Японії. Згодом з цими ж колективами працював і у статусі тренера.

## Клубна кар'єра
Народився 25 січня 1932 року в місті Хіросіма. 6 серпня 1945 року пережив атомне бомбардування Хіросіми. Грав у футбол в команді Вищої школи Сюдо.
У дорослому футболі дебютував 1952 року виступами за «Тойо Когьо», кольори якої і захищав протягом усієї своєї кар'єри гравця, що тривала десять років.

## Виступи за збірну
1955 року провів свій єдиний матч у складі національної збірної Японії. Також брав участь у Олімпійських іграх 1956 року.

## Кар'єра тренера
Розпочав тренерську кар'єру невдовзі по завершенні кар'єри гравця, 1964 року, очоливши тренерський штаб рідного клубу «Тойо Когьо», де працював до 1970 року.
В 1972–1974 роках очолював команду клубу «Това Ріл Естейт».
Останнім місцем тренерської роботи Юкіо стала збірна Японії, яку Сімомура очолював як головний тренер до 1980 року.